# Medal of Honor: Allied Assault
A Medal of Honor: Allied Assault (MoHAA) a 2015, Inc. által fejlesztett FPS-játék, amelyet Magyarországon az Electronic Arts adott ki 2002. február 14-én. Ezt követte két kiegészítője, a Spearhead (Lándzsahegy), majd a Breakthrough (Áttörés). Hozzá hasonló Medal of Honor játék még a Pacific Assault, amely a csendes-óceáni háborúban játszódik, és a legújabb Airborne.

## Összegzés
A Medal of Honor: Allied Assault leginkább a Call of Duty-hoz és a Battlefield: 1942-hoz hasonlítható élményében. A játék különböző küldetéseket tartalmaz melyek előtt eligazítást láthatunk. Egy katonával járhatjuk a helyszíneket.
Küldetései:
- Fáklyagyújtás (Lightning the Torch): 1942. november 7-én játszódik, Észak-Afrikában
- Az U-529 megsemmisítése (Scuttling the U-529): 1943. február 14-én játszódik Norvégiában
- Hűbérúr-hadművelet (Operation overlord): 1944. június 6-án és 7-én játszódik a normandiai partraszállás alatt
- Ellenséges vonalak mögött (Behind Enemy Lines): 1944. június 22-én játszódik
- A Tigris napja (Day of the Tiger): 1944. augusztus 20-án játszódik
- Visszatérés Schmerzenbe (The Return to Schmerzen): 1945. január 18-án játszódik

## Fegyverek
A Medal of Honor: Allied Assaultban nagyon sok változatos fegyvert használhatunk.
A fegyverek két fő részre vannak osztva: Szövetséges és Tengelyhatalmi. Abban az esetben, ha Szövetséges fegyverrel kezdjük a játékot, nem vehetünk fel Tengelyhatalmi fegyvert (kivéve gránátokat). Ha fegyver nélkül kezdünk, mindkét fajta fegyvert felvehetjük szabadon.
A fegyverek listája:
Pisztoly
- Colt M1911A1 vagy High Standard HDM (Szövetséges)
- Walther P38 (Tengelyhatalmi)

Puskák
- M1 Garand (Szövetséges)
- M1903 Springfield mesterlövészpuska (Szövetséges)
- Mauser Karabiner 98 (Tengelyhatalmi)
- Távcsöves Mauser Karabiner 98 (Tengelyhatalmi)

Géppisztolyok
- Beretta MAB 38 (tengelyhatalmi)
- MP 40 (Tengelyhatalmi)
- Thompson M1928 (Szövetséges)

Géppuskák
- Browning automata puska (BAR) 1918 (Szövetséges)
- M1919 Browning (tengelyhatalmi)
- StG 44 vagy MP 44 (tengelyhatalmi)
- Vickers-Berthier géppuska

Gránátok
- Mk 2 kézigránát (Szövetséges)
- Stielhandgranate 24 (Tengelyhatalmi)

Nehézfegyverzet
- M1897 Trenchgun (szövetséges)
- Páncéltörő rakéta:
  - Panzerschreck (Tengelyhatalmi)
  - Bazooka (Szövetséges)

Lövőállások
- MG 34 (Tengelyhatalmi)
- MG 42 (Tengelyhatalmi)

Papírok
- Van olyan küldetés, ahol szereznünk kell német egyenruhát, be kell hatolnunk egy bázisra valamilyen szabotőr misszióra. Ilyenkor kellenek a papírok, mert sok helyen őrök állnak, és ezzel tudjuk igazolni, hogy mi is "németek" vagyunk.

Távcső és Rádió
- A két tárgy használatával hívhatunk légi erősítést, a távcsővel bemérjük majd a rádión keresztül hívjuk a bombázót.